# Anumula Revanth Reddy

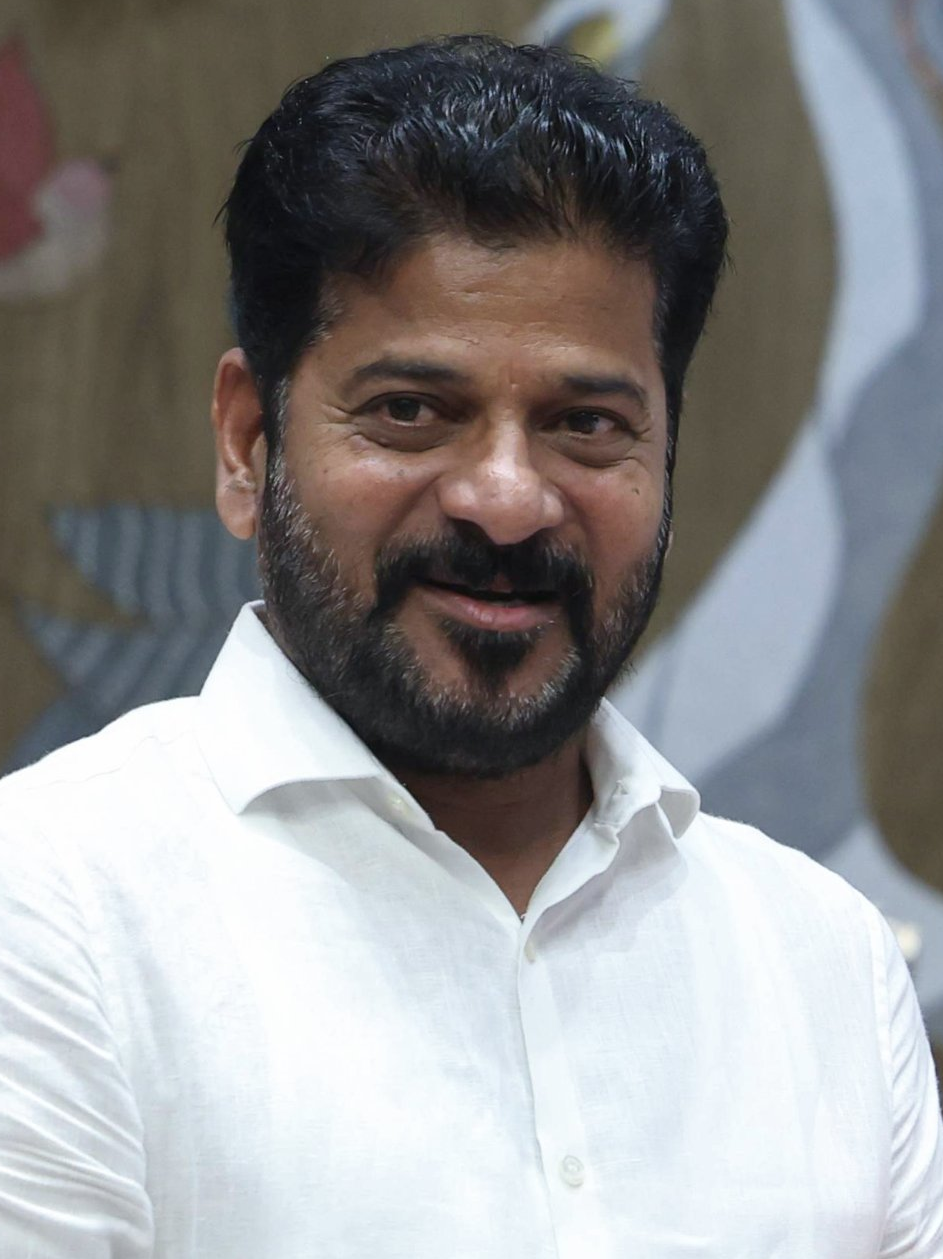
Anumula Revanth Reddy (2024)

Anumula Revanth Reddy (Telugu ఎనుముల రేవంత్ రెడ్డి; * 8. November 1969 in Kondareddy Pally, Distrikt Mahabubnagar, damals Andhra Pradesh, heute Telangana, Indien) ist ein indischer Politiker. Seit dem 7. Dezember 2023 amtiert er als Chief Minister des südindischen Bundesstaats Telangana.

## Biografie
Reddy wurde als Sohn von Narsimha Reddy und Ramachandramma als viertes von insgesamt sieben Kindern in eine bäuerliche Familie geboren. Er absolvierte seine Schulausbildung in Kalwakurthy und besuchte anschließend das AV College in Hyderabad, wo er 1992 einen Bachelor of Arts erlangte. In seiner Studentenzeit war er eine Zeitlang im Akhil Bharatiya Vidyarthi Parishad (ABVP), der Studentenorganisation des hindunationalistischen Rashtriya Swayamsevak Sangh, aktiv.
Am 7. Mai 1992 heiratete er Geeta Reddy, eine Nichte des früheren mehrfachen Ministers und Kongresspartei (INC)-Funktionärs S. Jaipal Reddy und Tochter von Padma Reddy, einer in Politik und Wirtschaftskreisen bekannten Person. Zu dieser Zeit war A. R. Reddy als Geschäftsmann und Inhaber eines kleinen Werbe- und Druckunternehmens tätig. Im Jahr 2002 kam er mit K. Chandrashekar Rao, dem späteren ersten Chief Minister von Telanaga in Kontakt und wäre bei der Wahl zum Parlament von Andhra Pradesh 2004 beinahe als Kandidat der Telangana Rashtra Samithi (TRS), der von Rao 2001 gegründeten Partei, nominiert worden. Dies geschah jedoch nicht und anschließend lockerten sich Reddys Verbindungen zur TRS wieder. Er wurde in der folgenden Zeit als parteiloser Kandidat in verschiedene kommunale Ämter gewählt. 2007 schlug er eine Einladung des damaligen Kongresspartei-Chief Ministers Y. S. Rajasekhara Reddy aus, sich der Kongresspartei anzuschließen und betätigte sich stattdessen in der oppositionellen Telugu Desam Party (TDP). Bei der Parlamentswahl in Andhra Pradesh 2009 kandidierte er als TDP-Kandidat im Wahlkreis Kodangal im Distrikt Mahbubnagar und konnte den Wahlkreis gegen seinen prominenten Kongresspartei-Gegenkandidaten Gurunath Reddy gewinnen. Bei der nachfolgenden Wahl 2014 gewann er erneut diesen Wahlkreis. Anschließend wurde er zum geschäftsführenden TDP-Parteipräsidenten im mittlerweile neu gebildeten Bundesstaat Telangana gewählt.
Am 31. Mai 2015 wurde er von den indischen Anti-Korruptionsbehörden gewissermaßen in flagranti bei Versuch des Stimmenkaufs ertappt und für einen Monat inhaftiert. Nach der Bildung des Bundesstaats Telangana ging es mit der örtlichen Organisation der Telugu Desam Party, die sich gegen die Neubildung des Bundesstaats ausgesprochen hatte, bergab. Viele ihre Funktionäre desertierten zur neuen Regierungspartei TRS. Auch A. R. Reddy verließ die TDP, schloss sich jedoch nicht der TRS an, da er mit deren Parteiführer K. Chandrashekar Rao seit seiner Inhaftierung verfeindet war, sondern 2017 der Kongresspartei. In den Rängen der örtlichen Kongresspartei erlebte er einen raschen Aufstieg bis hin zum Amt des geschäftsführenden Parteipräsidenten. Zum Zeitpunkt der Parlamentswahl in Andhra Pradesh 2018 geriet Reddy aufgrund finanzieller Unregelmäßigkeiten erneut in Korruptionsverdacht und unterlag in seinem Wahlkreis Kodangal seinem Gegenkandidaten. Nur vier Monate später konnte er bei der gesamtindischen Wahl 2019 den Lok-Sabha-Wahlkreis Malkajgiri als Kandidat der Kongresspartei gewinnen. Nach diesem Erfolg stieg er im Juni 2021 zum örtlichen INC-Parteipräsidenten auf. Auch in dieser Rolle blieb er nicht ganz von öffentlichen Skandalen frei, konnte jedoch seine parteiinterne Führungsposition behaupten.
Bei der Wahl zum Parlament von Telangana am 30. November 2023 erlitt die bisherige Regierungspartei TRS, die sich mittlerweile in Bharat Rashtra Samithi (BRS) umbenannt hatte, eine schwere Wahlniederlage und die Kongresspartei unter der Führung A. R. Reddys gewann 64 der 119 Wahlkreismandate. Am 7. Dezember 2023 wurde Reddy als neuer Chief Minister Telanganas an der Spitze einer Kongresspartei-Regierung vereidigt.